# Boris Tatuszyn
Boris Gieorgijewicz Tatuszyn (ros. Борис Георгиевич Татушин, ur. 31 marca 1933 w Moskwie, zm. 15 stycznia 1998 tamże) – rosyjski piłkarz, grający na pozycji napastnika, reprezentant Związku Radzieckiego, złoty medalista Igrzysk Olimpijskich w Melbourne w 1956.

## Kariera piłkarska
Wychowanek drużyny Buriewiestnik Moskwa, z której następnie trafił do Spartaka Moskwa. W Spartaku spędził 9 sezonów, zdobywając 3 tytuły Mistrza Związku Radzieckiego (1953, 1956, 1958). Karierę kończył w 1963 jako zawodnik Mołdowy Kiszyniów.
W latach 1954–1957 w 25 meczach reprezentował Związek Radziecki, strzelił 7 bramek. W 1956 brał udział w Igrzyskach Olimpijskich w Melbourne, gdzie Sborna zdobyła złoty medal.
- 1953-61 –  Spartak Moskwa
- 1962-63 –  Mołdowa Kiszyniów

## Kariera trenerska
Pracował jako szkoleniowiec Spartaka Orzeł, Chimika Nowomoskowsk i Łuczu Władywostok. Prowadził również drużyny z miejscowości podmoskiewskich.
- 1975-77 –  Spartak Orzeł
- 1978-79 –  Chimik Nowomoskowsk
- 1980-80 –  Łucz Władywostok